# John Wesley Frazer

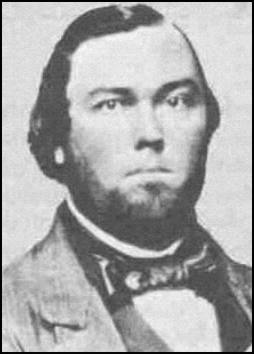
General Frazer

John Wesley Frazer (* 6. Januar 1827 im Hardin County, Tennessee; † 31. März 1906 in New York, New York) war Offizier des US-Heeres und Brigadegeneral der Konföderierten Staaten von Amerika im Sezessionskrieg.

## Leben
Frazer besuchte nach seiner Schulausbildung die Militärakademie in West Point, New York, die er 1849 erfolgreich als 34. seines Jahrgangs abschloss. Anschließend diente er als Leutnant im 2. US-Infanterie-Regiment in Fort Columbus, Kings County, auf der Insel Governors Island, New York. Am 8. März 1855 wurde er zum Oberleutnant im 9. US Infanterie-Regiment befördert und diente im Camp Far West, Monroe, Virginia, und in einem Rekrutierungsbüro bis 1857. Zum Hauptmann am 1. Mai 1857 befördert, diente er im Fort Simcoe und Fort Colville, Washington.
Am 15. März 1861, rund einen Monat vor Ausbruch des Bürgerkriegs, quittierte Frazer den Dienst im US-Heer und entschied sich, dem konföderierten Heer beizutreten. Forney wurde als Hauptmann übernommen. Als das 8. Alabama Infanterieregiment aufgestellt wurde, ernannte man Frazer zum stellvertretenden Kommandeur, gleichzeitig wurde er zum Oberstleutnant befördert. Wenige Monate später wurde er zum Kommandeur des 28. Alabama Infanterie-Regiments ernannt, mit dem er am 6. und 7. April 1862 in der Schlacht von Shiloh kämpfte. Anschließend nahm er unter General Braxton Bragg am Kentucky-Feldzug teil. Am 19. Mai 1863 wurde Frazer zum Brigadegeneral befördert und in Tennessee stationiert, wo er das Oberkommando über verschiedene Regimenter übernahm.
Nach dem Fall der konföderierten Linie von Knoxville bis Chattanooga und der Ausweglosigkeit seiner Lage ergab sich Frazer am 9. September 1863 William Wallace Burns, einem Brigadegeneral der Unionstruppen. Für diese Tat wurde er zuerst von Jefferson Davis, dem Präsidenten der Konföderierten, getadelt, jedoch nach dem Bekanntwerden der gesamten Umstände wieder entlastet.
Nach dem Krieg wurde Frazer Händler und Pflanzer in Memphis, Tennessee.